# Communauté épistémique
Une communauté épistémique est une communauté qui a vocation à produire et promouvoir de la connaissance dans un domaine donné.    

## Concept
Une communauté épistémique est un réseau de professionnels de la connaissance disposant d'une expertise et d'une compétence dans un domaine particulier. Elle revendique une autorité intellectuelle. Elle peut essayer d'influencer, par ses idées, des politiques publiques. 
Une communauté épistémique a une unité du fait de connaissances ou croyances communes, de schèmes de pensée similaires, parfois d'une formation commune ou de la rédaction de travaux de recherche en commun. 
On peut par exemple parler de la communauté épistémique des juristes, de la communauté épistémique des médecins, de la communauté épistémique des gestionnaires, etc.